# まっぴらロック
「まっぴらロック」は2002年5月22日に発売されたクレイジーケンバンド3枚目のシングル。

## 概要
本作からCDシングル内の1トラックとして、「CRAZY KEN BAND's Information」の収録が開始される。

## 収録曲
1. まっぴらロック(2:57)
  - 映画『怪奇!!幽霊スナック殴り込み!』（2006年公開）主題歌[2]。
2. お・ん・な(3:46)
3. ABCからZまで(4:57)
4. CRAZY KEN BAND's Information
5. まっぴらロック（KARAOKE）
6. お・ん・な（KARAOKE）
7. ABCからZまで（KARAOKE）

## 収録アルバム
- 『グランツーリズモ』（2002年8月7日） - 「お・ん・な」
- ベスト『CKBB - OLDIES BUT GOODIES』（2004年3月3日） - 「まっぴらロック」「ABCからZまで」
- ベスト『middle&mellow of CRAZY KEN BAND』（2008年10月8日） - 「ABCからZまで」
- ベスト『Single Collection / P-VINE YEARS』（2011年2月23日）
- ベスト『middle&mellow of CRAZY KEN BAND 2』（2013年8月21日） - 「まっぴらロック」